# 龍拈寺
龍拈寺（りゅうねんじ）は、愛知県豊橋市新吉町にある曹洞宗の仏教寺院。

## 概要
山号は吉田山（きちでんさん）。本尊は十一面観音。一色時家の被官で牛窪一色城（同県豊川市牛久保町）主および今橋城（同県豊橋市今橋町）の初代城主であった牧野古白入道（牧野成時）の追善供養のため、子の信成が創建した寺である。
神宮寺、悟真寺とともに吉田三ヶ寺の一つとされ、曹洞宗の東三河における中核寺院である。1945年の豊橋空襲で山門を除く全伽藍が炎上し、唯一残った山門が豊橋市の有形文化財に指定されている。

## 歴史

### 開山
開山には2説ある。1つはかつて存在した寺院跡地に大永初年頃（1520年代初頭）に吉田（今橋）城主牧野信成が亡父古白のために休屋宗官和尚開山で開かれたという説である。今1つは享禄元年（1528年）に尾張国春日井郡大草山福厳寺（現、同県小牧市大字大草）の盛禅洞奭和尚を開山とし、城主牧野信成が亡父古白23回忌の追善のため休屋宗官和尚により始められたと言う説である。いずれの説にしても牧野信成が亡父古白入道追善供養のため休屋宗官和尚により開かれた寺である。
牧野信成は、三河国岡崎城の松平清康によって吉田（今橋）城の対岸の地である宝飯郡下地（しもじ。現、豊橋市下地町）に火を放たれたために城のある渥美郡側から豊川を渡って宝飯郡側の下地へ出陣し戦死して果て、また、当寺へ葬られた。
この時点では牧野氏（三河国宝飯郡牧野城〈同県豊川市牧野町〉より発する）の菩提寺であるに過ぎなかった。

### 桶狭間の戦い後の惨劇
海道一の弓取りと謳われた今川義元は桶狭間の戦い（永禄3年、1560年）で横死し、部下であった松平元康（清康の孫）は自立した。これに怒った跡継ぎの今川氏真は吉田城代小原（大原）肥前守鎮実に松平側についた人質の処刑を命じた。これを永禄4年（1561年）、当寺院口で処刑を行った。一説には串刺しと言う。埋葬されたのは寺から離れた中野新田で、後に十三本塚（処刑された人数は11～14名と説が分かれる）と名づけられたという。ただし、その十三本塚の場所は異説が多く特定が難しい。

### 処刑された人物
処刑されたと伝わる13人は以下の通りである  。
- 松平清善の妻
- 松平家広の妻
- 菅沼定盈の妻
- 菅沼貞景の妻
- 西郷正勝の妻
- 水野藤兵衛の妻
- 大竹兵右衛門の妻
- 浅羽三太夫の妻
- 浅羽三太夫の娘
- 大竹麦右衛門の妻
- 設楽貞通の妻
- 奥平貞能の妻

### 徳川時代の隆盛
その松平元康も徳川家康と名を改め因縁の地の下地の聖眼寺で牧野家の金扇を馬印にし時の天皇（後陽成天皇）より征夷大将軍の宣下を受けて天下泰平の世が築かれると、三河国吉田城下で吉田山龍拈寺は隆盛を誇った。末寺36、塔頭4院を擁し、朱印25石、興徳寺20石を合わせると45石を有した。吉田三ヶ寺に数えられ、神宮寺（天台宗）・悟真寺（浄土宗）とともに三河吉田藩では代表する寺院であった。

### 明治以後
寺院の広さに目をつけられ、1873年（明治6年）羅漢堂を小学校に用いられた。日清戦争の時は俘虜収容所として用いられた。
1929年（昭和4年）には宗の専門僧堂が開設され、多くの修行僧を送り出した。そして、豊橋仏教会経営の幼稚園を境内に移して、1939年（昭和14年）龍拈寺の経営にした（現在の豊橋中央幼稚園、旧名は豊橋幼稚園）。
1945年（昭和20年）6月、豊橋空襲に遭い、山門を除く全伽藍が炎上した。

## 豊橋市指定文化財
- 華陽夫人画像
- 牧野古白母堂画像
- 龍拈寺山門 - 空襲で炎上しなかった唯一の建造物。元禄年間建立。

## 交通アクセス
山門は境内の南端で、広小路通り五丁目の方面へ向いている。悟慶院の隣である。
- 豊橋鉄道東田本線の 新川停留場や札木停留場から東へ徒歩で約10分。あるいは豊橋公園前停留場から南へ。